# Styela gagetyleri
Styela gagetyleri är en sjöpungsart som beskrevs av Young och Vazquez 1997. Styela gagetyleri ingår i släktet Styela och familjen Styelidae. Inga underarter finns listade i Catalogue of Life.